# 厚頦齒魚
厚頦齒魚，為管肩魚科的其中一種，為深海魚類，分布於東大西洋海域，深度800-1550公尺，體長可達24.5公分，棲息在底層水域，生活習性不明。

## 扩展阅读
維基物種上的相關：厚頦齒魚